# جمال أشلي
جمال أشلي (بالإنجليزية: Jamel Ashley)‏ هو منافس ألعاب قوى أمريكي، ولد في 14 أبريل 1979 في دبلن في الولايات المتحدة.

## وصلات خارجية
- جمال أشلي على موقع الاتحاد الدولي لألعاب القوى (الإنجليزية)